# Muppety na Wyspie Skarbów
Muppety na Wyspie Skarbów (ang. Muppet Treasure Island, 1996) – amerykański film familijny, piąty z serii o muppetach.

## Obsada
- Kevin Bishop jako Jim Hawkins
- Tim Curry jako Długi John Silver
- Billy Connolly jako Billy Bones
- Jennifer Saunders jako Sarah Bluveridge

### Oryginalny dubbing
- Dave Goelz jako Wspaniały Gonzo, Waldorf, Dr Bunsen Honeydew, Zoot, Mudwell the Mudbunny
- Steve Whitmire jako Szczur Rizzo, Żaba Kermit, Beaker, Walleye Pike
- Frank Oz jako Miss Piggy, Niedźwiedź Fozzie, Orzeł Sam, Zwierzak
- Jerry Nelson jako Statler, Lew Zealand, Pops, Floyd Pepper

źródło: